# Макеева, Ксения Владимировна
Ксе́ния Влади́мировна Маке́ева (род. 19 сентября 1990 года, Уфа) — российская гандболистка, линейная сборной России и клуба «Ростов-Дон». Заслуженный мастер спорта (2009).

## Спортивная карьера
До 16 лет — воспитанница СШОР-13 по гандболу «Алиса», Уфа. Воспитанница волгоградской гандбольной школы. С 2006 года выступала за «Динамо». В июне 2015 года перешла в «Ростов-Дон».
В 2008 году в Братиславе выиграла золотую медаль чемпионата мира среди юниорок.
В 2009 году, дебютировав в составе национальной сборной России, стала победителем чемпионата мира в Китае.

## Достижения
- 11-и кратная чемпионка России 2009—2014, 2017, 2018, 2019, 2020, 2022
- Серебряный призёр чемпионата России 2021
- Бронзовый призёр чемпионатов России 2007, 2008.
- Серебряный призёр чемпионата Румынии 2015
- Обладатель кубка и Супер Кубка Румынии 2014—2015
- Чемпионка Универсиады 2015
- Обладатель Кубка ЕГФ 2008, 2017
- Серебряный призёр Лиги Чемпионов 2019.
- Обладатель Кубка России 2016, 2017, 2018, 2019, 2020, 2021, 2025
- Обладатель Супер Кубка России 2015, 2016, 2017, 2018, 2019, 2020, 2021
- Победитель ЧМ-2009
- Бронзовый призёр ЧМ-2019
- Серебряный призёр ЧЕ-2018
- Серебряный призёр Олимпийских игр 2020

## Награды
- Медаль ордена «За заслуги перед Отечеством» I степени (11 августа 2021 года) — за большой вклад в развитие отечественного спорта, высокие спортивные достижения, волю к победе, стойкость и целеустремленность, проявленные на Играх XXXII Олимпиады 2020 года в городе Токио (Япония)[2].